# Rue de la Victoire
Rue de la Victoire (ulice Vítězství) je ulice v Paříži. Nachází se v 9. obvodu.

## Poloha
Ulice vede od křižovatky s Rue Lafayette a končí u Rue Joubert. Ulice je orientována od východu na západ.

## Historie
Ulice se původně nazývala Rue Chantereine (Zpívajících žab), protože oblast byla bažinatá a bylo zde mnoho žab (rainette z latinského rana), které skřehotaly. Svůj dnešní název Rue de la Victoire poprvé získala po Napoleonově egyptském tažení, neboť generál Bonaparte měl v ulici svůj palác, a jmenovala se tak do roku 1816. Opětovně svůj název ulice získala roku 1833.

## Významné stavby
- Dům č. 44: Velká synagoga
- Domy č. 58–60: stojí na místě paláce Beauharnais, kde Napoleon Bonaparte zorganizoval v roce 1799 svůj brumairový převrat.
- Dům č. 98bis: palác architekta Françoise Josepha Bélangera (1745–1818), který jej nechal po svém propuštění z věznice Saint-Lazare během Velké francouzské revoluce zařídit v pompejském stylu pro svou manželku, tanečnici Dervieux.